# Antoine Compagnon

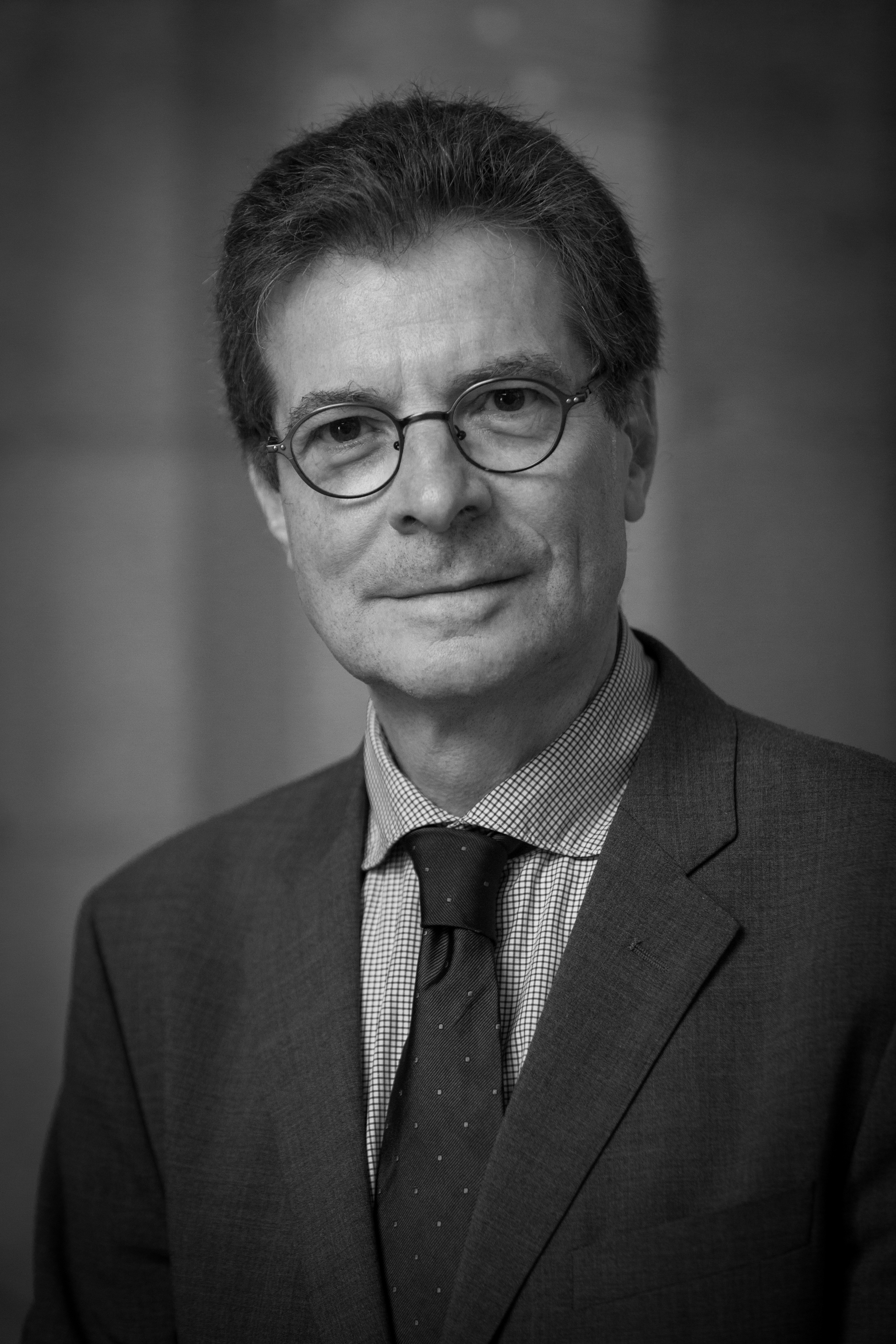
Antoine Compagnon

Antoine Compagnon (Brussel, 20 juli 1950) is een Frans-Belgisch auteur, hoogleraar en lid van de Académie française. Als literatuurcriticus was hij onder meer een specialist van Marcel Proust, Charles Baudelaire en Michel de Montaigne.

## Levensloop
Antoine is een zoon van de Franse generaal Jean Compagnon (1916-2011) en van de Belgische Jacqueline Terlinden (1921-1964), lid van de Belgische adellijke familie Terlinden. Na haar vroegtijdig overlijden hertrouwde Jean Compagnon met Sylvie-Rose Palewski.
Antoine bracht zijn jeugd door in Tunis, Londen en Washington D.C., naargelang de posten bekleed door zijn vader. Hij volbracht zijn middelbare studies in het militaire 'Prytanée', in La Flèche. Hij vervolgde met universitaire studies aan de École polytechnique. In 1970 promoveerde hij tot ingenieur van bruggen en wegen.
In 1975 kwam hij tot het besluit dat bruggen bouwen niet tot zijn ambities behoorde en begon aan litteraire studies. In 1977 promoveerde hij tot doctor in de Franse literatuur. In 1985 werd hij 'docteur d'état es lettres'. Naast anderen was Roland Barthes een van zijn leermeesters. Hij werd attaché aan het CNRS, het Centre national de recherches scientifiques, en bestudeerde er Franse linguïstiek en literatuur. Hij werd vervolgens docent aan de Ecole polytechnique (1975-1985), aan het Institut Français in Londen (1980-1981) en aan de Universiteit van Rouen (1981). Vanaf 1985 was hij professor aan de Columbia University in New York, terwijl hij in Frankrijk verbonden bleef aan de Université du Mans (1989-1900) en aan de Sorbonne - Paris IV (1994-2006). 
Van 2006 tot 2021 doceerde hij moderne en hedendaagse Franse literatuur aan het Collège de France. Van 2006 tot 2011 was hij lid van de Haut conseil de l'éducation en van 2006 tot 2013 van de Haut conseil de la science et de  la technologie. Hij is ook voorzitter van de wetenschappelijke raad van de Grande bibliothèque nationale.
In 2013 stelde hij zijn kandidatuur voor de Académie Française, maar zijn tegenkandidaat Xavier Darcos werd verkozen. Hij stelde opnieuw zijn kandidatuur in 2021 en werd op 17 februari 2022 verkozen en in mei 2023 officieel ingehuldigd.

## Publicaties

### Verhalen
- Le Deuil, roman, 1979.
- Ferragosto, verhaal, 1985.
- La classe de rheto, 2012.
- L'âge des lettres, 2015.

## Essays
- La Seconde main ou le travail de la citation, 1979.
- Nous, Michel de Montaigne, 1980.
- La Troisième République des Lettres, 1983.
- Proust entre deux siècles, 1989.
- Les cinq paradoxes de la modernité, 1990.
- Chat en poche: Montaigne et l'allégorie, 1993.
- Connaissez-vous Brunetière?, 1997.
- Le Démon de la théorie, 1998.
- Baudelaire devant l'innombrable, 2003.
- Les Antimodernes, de Joseph de Maistre à Roland Barthes, 2005.
- La littérature pour quoi faire?, 2007.
- Le cas Bernard Faÿ, du Collège de France à l'indignité nationale, 2009.
- Un été avec Montaigne, 2013.
- Une question de discipline, 2013.
- Baudelaire, l'irréductible, 2014.
- Un été avec Baudelaire, 2015.
- Le Collège de France. Cinq siècles de libre recherche, 2015.
- Petits spleens numériques, 2015.
- Hommage à Georges Blin, 2015.
- Les chiffonniers de Paris, 2017.
- Un été avec Blaise Pascal, 2020.
- La vie derrière soi - Fins de la littérature, 2021.
- Un été avec Colette, 2022.
- Proust du côté juif, 2022.

## Prijzen
- Beurs Guggenheim (1988)
- Prijs Pierre-Georges Castex van de Académie des sciences morales et politiques (2005)
- Prix de la critique van de Académie  française (2006)
- Prijs Claude Levi-Straeuss van de Académie des sciences morales et politiques (2011)
- Prix Guizot van de Académie française (2018)

## Eerbetoon
- Lid van de American academy for arts and sciences (1997)
- Lid van de Academia Europeana (2006)
- Briefwisselend lid van de British Academy (2009)
- Eredoctor van King's College, Londen (2010)
- Eredoctor Hautes Etudes Commerciales, Parijs (2012)
- Eredoctor Universiteit van Luik (2013)
- Eredoctor universiteit van Tel Aviv (2023)
- Lid van de Académie Française (2023)